# Indaur (město)
Indaur (hindsky इंदौर) je město v indickém státě Madhjapradéš, s přibližně dvěma miliony obyvatel (2011) nejlidnatější město Madhjapradéše. Leží v západní části státu na jižním kraji náhorní plošiny Málva severně od pohoří Vindhja. Od Bhópálu, hlavního a druhého nejlidnatějšího města Madhjapradéše, je Indaur vzdálen přibližně 190 kilometrů západně.
V letech 1818–1948 byl Indaur hlavním městem stejnojmenného státu.